# Světový den knihy a autorských práv
Světový den knihy a autorských práv (anglicky World Book and Copyright Day) je mezinárodní akce, věnovaná literatuře (knihám, čtení atd.) a psanému slovu a také právům autorů, kterou každoročně 23. dubna, v den sv. Jiří, organizuje světová organizace UNESCO. 
Zároveň jde o symbolické datum v den výročí úmrtí spisovatelů Miguela de Cervantese a Williama Shakespeara.

## Historie
Poprvé byl tento den slaven v roce 1995; původní nápad pochází ze španělského Katalánska, kde se 23. dubna slaví svátek sv. Jiří, spojený s darováním růže každému člověku, jenž si v tento den koupí knihu.
V současnosti se jednotlivé akce Světového dne knihy konají ve více než 100 zemích světa a zapojují se do nich knihovny, školy, spisovatelé, učitelé a další veřejné a soukromé subjekty. V Česku tento svátek již od roku 2014 podporuje Svaz českých knihkupců a nakladatelů.